# Cytosol

Cytosolen är det vätskemedium som omsluter cellens organeller. På bilden är cytosolen markerat i beige färg under siffran 11.

Cytosolen är den vätska som är innanför cellmembranet och omsluter kärnmembranet. Tillsammans med organellerna och cytoskelettet som den omsluter bildar de cytoplasman. Cytosolen är vätskan i cytoplasman och innehåller mest vatten men även proteiner och ämnen som kontrollerar cellmetabolism, cellandningen och proteinsyntesen.
Cytosolen utgör mer än 50 % av cellens volym och dess höga innehåll av lösta ämnen bidrar till en geléaktig struktur vilket i sin tur bidrar till stabilitet och strukturell support för cellen. Hos växtceller kan vakuolen skifta i storlek vilket gör att andelen cytosol hos dessa celler kan minska avsevärt.

## Funktion
Cytosolen har många olika funktioner. Bland annat så sker många reaktioner som ansvarar för reparation och tillväxt av cellen i cytosolen.
Cytosolen är mediet i cellen och delaktig i all transport av ämnen inuti cellen.
Cytosolens huvudfunktion är att agera som ett medium så lösta ämnen kan distribueras ut i cellen så att de kemiska reaktionerna som ansvarar för tillväxt och reparation får de ämnen de behöver.
Cytosolen är i ständig rörelse och kan därför servera olika organeller med olika lösta proteiner och joner.
Transporten av ämnen sker naturligt genom diffusion och kan även förflyttas emot gradientskillnader genom aktiv transport.
Cytosolen står inte bara för den aktiva transporten av ämnen till organellerna utan tar även hand om avfallsprodukter.
Dessa produkter skickas så småningom vidare till lysosomer där nedbrytningen tar plats.
Glykolysen som är det första steget i cellandningen sker i cytosolen.
Glykolysen i sig bildar dels pyruvatjoner, som transporteras genom cytosolen vidare till mitokondrierna och således citronsyracykeln, men även energibärare i form av adenosintrifosfat.
Energin som bildas i cellandningen fördelas ut genom cytosolen; värmen som bildas skingras.
Cytosolen spelar en central roll i proteinsyntesen. DNA i cellkärnan delas med hjälp av RNA polymeras II varpå transkriptionen tar vid och bildandet av mRNA (messenger RNA) kan påbörjas.
När det bildats en komplementär kopia till DNA-strängen i from av mRNA så förflyttas den vidare ut i cytosolen.
Cytosolen blir det medium som assisterar i transporten från cellkärnan ut i ribosomerna varpå nästa fas i syntesen fortsätter.
När proteinet är ihopsatt släpps det ut och lagras i cytosolen tills det behövs på en specifik plats.